# أنطونين بيفل فاغنر
أنطونين بيفل فاغنر (بالتشيكية: Antonín Pavel Wagner) (و. 1834 – 1895 م) هو نحات تشيكي، توفي في فيينا، عن عمر يناهز 61 عاماً.